# فردینان لو دروگو
فردینان لو دروگو (فرانسوی: Ferdinand Le Drogo‎; ۱۰ اکتبر ۱۹۰۳ – ۲۴ آوریل ۱۹۷۶) دوچرخه‌سوار اهل فرانسه بود.
وی در مسابقات کشوری و بین‌المللی در مجموع برندهٔ ۱ مدال نقره شده‌است.